# أرنلغوت بيرغ
أرنلغوت بيرغ (بالنرويجية البوكمول: Arnljot Berg)‏ هو كاتب وصحفي وكاتب سيناريو ومخرج نرويجي، ولد في 1931، وتوفي في 1 ديسمبر 1982.

## وصلات خارجية
- أرنلغوت بيرغ على موقع IMDb (الإنجليزية)
- أرنلغوت بيرغ على موقع أول موفي (الإنجليزية)
- أرنلغوت بيرغ على موقع قاعدة بيانات الأفلام السويدية (السويدية)
- أرنلغوت بيرغ على موقع قاعدة بيانات الفيلم (الإنجليزية)
- أرنلغوت بيرغ على موقع كينوبويسك (الروسية)